# Danvou-la-Ferrière
Danvou-la-Ferrière é uma ex-comuna francesa na região administrativa da Normandia, no departamento de Calvados. Estendeu-se por uma área de 11,92 km². Em 2010 a comuna tinha 165 habitantes (densidade: 13,8 hab./km²).
Em 1 de janeiro de 2017 foi fundida com as comunas de Aunay-sur-Odon, Bauquay, Campandré-Valcongrain, Ondefontaine, Le Plessis-Grimoult e Roucamps para a criação da nova comuna de Formigny La Bataille.